# سوزوبوليس (هالكيديكي)
سوزوبوليس (Σωζόπολις) هي مدينة في هالكيديكي في مقاطعة فوريا إلادا في اليونان.